# Alternanthera halimifolia
Alternanthera halimifolia là loài thực vật có hoa thuộc họ Dền. Loài này được (Lam.) Standl. ex Pittier mô tả khoa học đầu tiên năm 1926.